# Dorfkirche Krippendorf

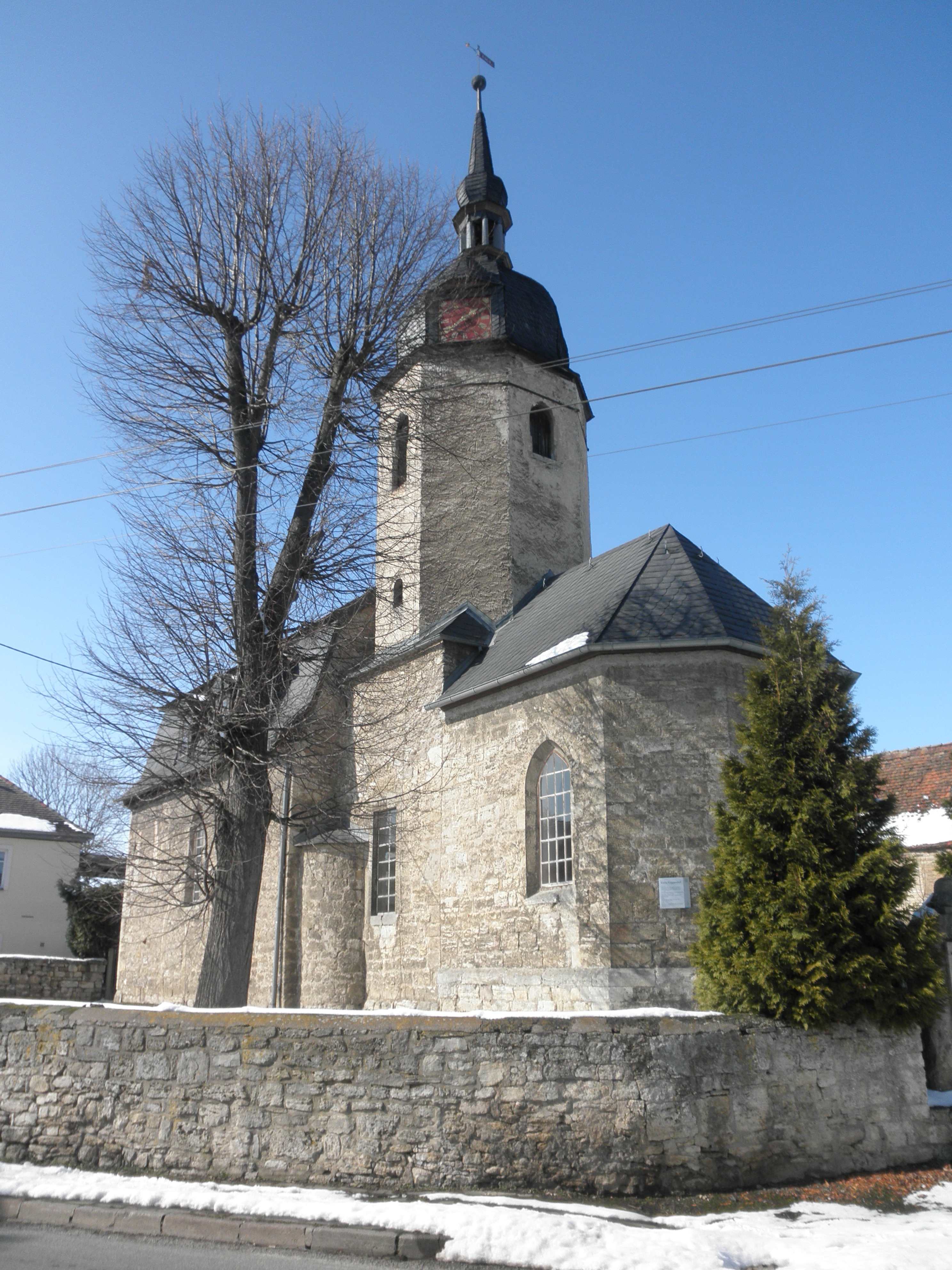
Die Kirche

Die Dorfkirche Krippendorf steht im Ortsteil Krippendorf der Stadt Jena in Thüringen.

## Lage
Nordwestlich vom zentralen Stadtrand Jenas und am Beginn der fruchtbaren hügeligen Ackerebene um Weimar und Apolda im ländlichen Raum nördlich der Dorfstraße befindet sich die Dorfkirche.

## Geschichte
Das Baujahr des Gotteshauses ist nicht belegt. Die Kirche ist aber ein romanischer Bau.
Es wird vermutet, dass der Vorgängerbau kleiner war. Deshalb einige dargelegte Veränderungen.

## Kirche
Die Kirche besitzt ein einschiffiges Langhaus, einen rechteckigen Chorturm und einen einjochigen, dreiseitigen, polygonal geschlossenen Chor von gleicher Breite.

### Kirchturm
Im Kirchturm sind romanische Mauerteile nachgewiesen. Er ist achteckig und trägt eine Schweifkuppel mit Laterne.

### Chor
In gotischer Zeit gestaltete man den Chor auf einen polygonalen Abschluss um. Die Fenster sind gotisch.

### Schiff
Die Lanzettfenster des gotischen Schiffs mit ihren Maßwerken fielen im Zuge von Umbauarbeiten in den Jahren 1734–1844 den heutigen Fenstern zu Opfer sowie das Mansarddach.

### Inneres
Das Innere wurde neugestaltet und mit dreiseitigen zweigeschossigen Emporen bestückt. Die Decke wurde neugebaut und die obere Empore abgeschrägt. Die Bemalung stammt aus dem Jahr 1734. Reste der Bemalung aus dem 15. Jahrhundert wurden geschickt einbezogen. Das Gewölbe stürzte 1825 ein und wurde durch ein Kreuzgewölbe ersetzt. Das lastet auf gotischen Konsolen.

### Ausstattung
Der Taufstein aus dem Jahr 1630 ist aus Alabaster und die Orgel wurde um 1800 eingebaut. Die Glocke im Turm wurde 1924 gegossen.